# Egyenesen Comptonból
Az Egyenesen Comptonból (eredeti cím: Straight Outta Compton) 2015-ben bemutatott amerikai film, amelyet F. Gary Gray rendezett.
A forgatókönyvet S. Leigh Savidge, Alan Wenkus, Andrea Berloff és Jonathan Herman írta. A producerei Ice Cube, Tomica Woods-Wright, Dr. Dre, Matt Alvarez, F. Gary Gray és Scott Bernstein. A főszerepekben O’Shea Jackson Jr., Corey Hawkins, Jason Mitchell, Paul Giamatti és Aldis Hodge láthatók. A film zeneszerzője Joseph Trapanese. A film gyártója a Legendary Pictures, a New Line Cinema, a Cube Vision, a Crucial Films és a Broken Chair Flickz, forgalmazója a Universal Pictures. Műfaja életrajzi film és filmdráma.
Az Amerikai Egyesült Államokban 2015. augusztus 14-én mutatták be a mozikban.

## Cselekmény
A történet elején megismerkedünk Eazy-E-vel (Eric Wright), aki drogot árul Comptonban. Mikor megjelennek a zsaruk, Eazynek sikerül elmenekülnie. Ezután megismerkedünk Dr. Dre-vel (Andre Young) aki vitázik édesanyjával, mert nem tudja eltartani a családját a "lemezkavarásból". Dre úgy dönt hogy elköltözik a családi házból, és elbúcsúzik testvérétől, Tyree (T)-tól. Ice Cube (O'Shea Jackson) egy buszon ül, mikor a busz és egy autó utasai összebalhéznak. Cube átmegy Dre nénikéjéhez, ahol ott van Dre csaja és kislánya, és megmutatja Dre-nek az általa írt dalszövegeket. Cube hazaindul, de a rendőrök ott állnak a ház előtt és megmotozzák, hogy van-e nála kábítószer, aztán elengedik. Majd a Doo-To's klubban vagyunk, ahol Dre keveri a zenét, Cube pedig felmegy a színpadra és elkezd rappelni, amivel sikert arat. Eazy is a klubban van egy haverjával, Mc Rennel (Lorenzo Patterson). A parkolóban Dre összeveszik egy csávóval, és beviszik a rendőrök. Amikor kiengedik, Eazy várja a kocsijával, és arról beszélnek hogy csinálnak egy kiadót aminek Ruthless lesz a neve.
Később a stúdióban találjuk a fiúkat, és néhány sráccal zenét rögzítenek, de összevesznek. Mindenki biztatja Eazy-t, hogy rappeljen, de kinevetik; ezután Dre kiküldi Cube-ot és Dj Yella-t, Eazy pedig sikert arat. Ezután megalakul a N.W.A (Niggaz With Attitudes) hiphopegyüttes, amely nagyon népszerű lesz.

## Szereplők
| Szereplő        | Színész            | Magyar hang            |
| --------------- | ------------------ | ---------------------- |
| Ice Cube        | O’Shea Jackson Jr. | Horváth Illés          |
| Eazy-E          | Jason Mitchell     | Szabó Máté             |
| Dr. Dre         | Corey Hawkins      | Welker Gábor           |
| MC Ren          | Aldis Hodge        | Papp Dániel            |
| DJ Yella        | Neil Brown Jr.     | Horváth-Töreki Gergely |
| Jerry Heller    | Paul Giamatti      | Csuja Imre             |
| The D.O.C       | Marlon Yates Jr.   | Varga Gábor            |
| Kim             | Alexandra Shipp    | Roatis Andrea          |
| Tomica          | Carra Patterson    | Solecki Janka          |
| Alonzo Williams | Corey Reynolds     | Turi Bálint            |
| Verna Griffin   | Lisa Renee Pitts   | Andresz Kati           |
| Snoop Dogg      | LaKeith Stanfield  | Renácz Zoltán          |
| Suge Knight     | R. Marcos Taylor   | Barabás Kiss Zoltán    |
| Warren G.       | Sheldon A. Smith   | Szvetlov Balázs        |
| Nicole          | Elena Goode        | Laurinyecz Réka        |
| Tyree           | Keith Powers       | Gacsal Ádám            |
| Rauch           | Inny Clemons       | Mikula Sándor          |
| Sir Jinx        | Cleavon McClendon  | Joó Gábor              |
| Tupac Shakur    | Marcc Rose         | Kisfalusi Lehel        |
| Greg Mack       | F. Gary Gray       | Szokol Péter           |
| Lavetta         | Aeriél Miranda     | Eke Angéla             |
| Tone            | Allen Maldonado    | Berkes Bence           |
| Rock            | Demetrius Grosse   | Sarádi Zsolt           |
| Tasha Cobbs     | Zee James          | Lipcsey Colini Borbála |
| Keisha Buchanan | Natascha Hopkins   | Sipos Eszter Anna      |